# لاك لايبيريه (كيبك)
لاك لايبيريه (بالإنجليزية: Lac-Lapeyrère, Quebec)‏ هي منطقة غير المنظمة في كيبيك تقع في كندا في Portneuf Regional County Municipality. يقدر عدد سكانها بـ 0 نسمة ومساحتها 391.90 كم2 .